# Fred Allen
John Florence Sullivan, känd professionellt som Fred Allen, född 31 maj 1894 i Cambridge, Massachusetts, död 17 mars 1956 på Manhattan, New York, var en amerikansk komiker. Allen var tillsammans med sin fru Portland Hoffa programledare för radioserien The Fred Allen Show under 17 år (1932–1949).

## Filmografi i urval
- 1935 – Glada musikanter
- 1940 – Hejsan, vi rider igen!
- 1945 – 5:te stolens hemlighet
- 1950-1955 – The Perry Como Show (TV-serie)
- 1952 – Vi är inte gifta!
- 1952 – Livets glada karusell
- 1953–1956 – What's My Line? (TV-serie)
- 1953 – The Jack Benny Program (TV-serie)
- 1954 – This Is Your Life (TV-serie)